# Вердесия, Легна
Ле́гна Верде́сия Родри́гес (исп. Legna Verdecia Rodríguez; 29 октября 1972, Гранма, Куба) — кубинская дзюдоистка, чемпионка Панамерики, Панамериканских игр и мира, чемпионка Олимпийских игр 2000 года.

## Спортивная карьера
Впервые на высоком уровне Легна Вердесия дебютировала в возрасте 16 лет на чемпионате Кубы по дзюдо в категории до 48 кг. В 1989 году Легна приняла участие в первом своём мировом первенстве в наилегчайшем весе. Первое выступление оказалось успешным, Вердасия заняла 5-е место. Через 2 года на счёту кубинки уже значились победы на многих престижных турнирах, в том числе победа в панамериканском чемпионате. На чемпионате мира в Барселоне Вердесия впервые поднялась на пьедестал, заняв третье место. Уже через месяц, одержав очередную победу на панамериканском чемпионате, Вердесия приняла решение перейти в категорию до 52 кг. Всего за свою спортивную карьеру кубинская спортсменка завоевала 5 медалей чемпионатов мира, 7 побед на панамериканских играх и 23 победы на этапах кубка мира и гран-при.

### Участие в Олимпийских играх
Первое участие Вердесии в Олимпиаде играх состоялось на играх 1992 года в Барселоне. Год назад на первенстве мира, проходившем здесь же, она стала третьей и теперь также всерьёз претендовала на медали. Но смена категории не прошла для Легны бесследно. В первом же раунде она уступила молодой аргентинке Каролин Мариано и заняла лишь 20-е место.
В 1996 году на играх в Атланте Вердесия рассматривалась в качестве одной из главных претенденток на чемпионство. Но в полуфинале она уступила кореянке Хён Сук Хи, которая в предыдущем раунде выбила Мариано. В поединке за бронзовую медаль Вердесия по очкам победила испанку Альмудену Муньос и заняла третье место.
На Олимпийских играх 2000 года в Сиднее Вердесия считалась главной фавориткой турнира. Многочисленные прогнозы оправдались. Одержав 4 победы Вердесия стала олимпийской чемпионкой, причём в четвертьфинале была побеждена Каролин Мариано.
В 2001 году Вердесия приняла решение завершить спортивную карьеру.